# 파얄 로하트기
파얄 로하트기(Payal Rohatgi, 1984년 11월 9일 ~ )는 인도의 배우, 모델이다.